# ژان بالیبار
ژان بالیبار (فرانسوی: Jeanne Balibar‎؛ زادهٔ ۱۳ آوریل ۱۹۶۸) هنرپیشه و خواننده اهل فرانسه است.
وی از سال ۱۹۹۲ میلادی تاکنون مشغول فعالیت بوده‌است. از فیلم‌هایی که وی در آنها نقش داشته‌است می‌توان به گریس موناکو، کد ۴۶، اواخر آگوست، اوایل سپتامبر، جنگ سرد اشاره کرد.